# Valjunquera
Valjunquera (aragónul: Val Chunquera, katalánul: Valljunquera) község Spanyolországban, Teruel tartományban. Valjunquera Mazaleón, Valdeltormo, La Fresneda, Fórnoles és La Codoñera községekkel határos. Lakosainak száma 328 fő (2024).

## Népesség
A település népessége az utóbbi években az alábbiak szerint változott:
| Lakosok száma | 433  | 420  | 411  | 417  | 386  | 365  | 341  | 330  | 337  | 328  |
|               | 2001 | 2004 | 2007 | 2009 | 2012 | 2014 | 2017 | 2019 | 2022 | 2024 |